# Estación de Condequinto

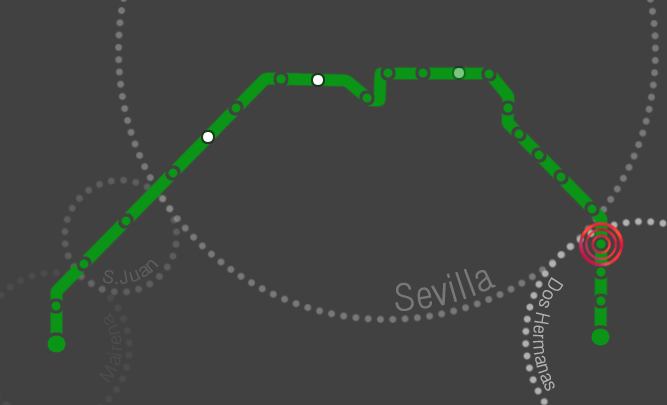
Localización

Condequinto es la primera (o última) de las cuatro estaciones de la Línea 1 del metro dentro del término municipal de Dos Hermanas, está situada en la urbanización Condequinto, junto a la autovía de Utrera. Pertenece a la zona 2 del cuadro zonal de Metro de Sevilla.
La estación de Condequinto consta de vestíbulo cubierto en altura y andén central en superficie.
Cuenta con medios mecánicos de acceso para personas con movilidad reducida, andén central, venta de billetes manual y automática, sistema de evacuación de emergencia y mamparas de seguridad para evitar caídas accidentales. Igualmente, una pasarela peatonal la conecta con Condequinto, salvando la Autovía de Utrera.
Tiene tipología y distribución espacial diferente al resto de estaciones de la línea 1 que se encuentran en superficie.

## Accesos
- Urbanización Condequinto. (Junto a la autovía A-376) Dos Hermanas, Sevilla.

## Líneas y correspondencias

### Servicios de metro
| << cabecera | < estación       | línea | estación >  | cabecera >>       |
| ----------- | ---------------- | ----- | ----------- | ----------------- |
| Ciudad Expo | Pablo de Olavide |       | Montequinto | Olivar de Quintos |

### Otras conexiones
| LÍNEA | Trayecto                           | Zona   |
| ----- | ---------------------------------- | ------ |
| M-123 | Alcalá de Guadaira (por Quintillo) | Zona C |
| M-130 | Montequinto                        | Zona B |

- Carril bici y aparcamiento para bicicletas.

- Datos: Q2080362
- Multimedia: Condequinto (Metro Sevilla) / Q2080362